# Азија-Азија хотел
Азија-Азија хотел (арап. منطقة آسيا وآسيا فندق; енгл. Asia-Asia Hotel) је високо луксузни хотел у изградњи у Дубаију у Уједињеним Арапским Емиратима. Део је Бавади пројекта, изградње 60000 тематских луксузних соба чија вреност превазилази 100 милијарди америчких долара. По завршетку изградње Азија-Азија имаће 6500 соба што ће представљати највећи угоститељски објекат на свету. Плнирано је да хотел поседује 5100 соба са четири звездице и 1400 соба А класе.
Занимљиво је да је цео Бавади пројекат под покровитељством Дубаи холдинга која је скоро 100% у власништву Мохамеда бин Рашид Ал Мактума, владара Дубаија који је за изградњу Азије–Азије одобрио буџет од преко 1,6 милијарди долара.
Отварање хотела очекује се током 2010. године